# Claes Ljungberg (jurist)
Bo Claes Alexander Ljungberg, född 4 juni 1945 i Alingsås, död 12 april 2002, var en svensk jurist som var lagman i Svegs tingsrätt från 1990 och i Gällivare tingsrätt från 2001 till sin död 2002.
Ljungberg blev 1968 juris kandidat vid Lunds universitet och var sedan verksam som advokat. Han utsågs 9 januari 1986 till rådman i Gällivare tingsrätt och 4 augusti 1988 till rådman i Borås tingsrätt. I oktober 1990 utsågs Ljungberg till lagman i Svegs tingsrätt, och den 8 mars 2001 utsågs han till lagman i Gällivare tingsrätt.
Ljungberg var son till chefsrådmannen Bo Ljungberg och hans maka Helga, född Nilsson. 